# Manuel Martins (cineasta)
Luis Manuel Martins Saraiva, em geral conhecido por Manuel Martins (Portugal, 11 de outubro de 1945) é um cineasta português.
Actualmente é professor auxiliar convidado na Universidade da Beira Interior no Departamento de Comunicação e Artes onde lecciona as disciplina de Som e Acústica na universidade.